# Ca l'Ubach (Capellades)
Ca l'Ubach és una obra de Capellades (Anoia) inclosa a l'Inventari del Patrimoni Arquitectònic de Catalunya.

## Descripció
Casa de dos pisos amb façana d'estructura simètrica així com els elements ornamentals. Dos portes a la planta baixa, dos portes-balcó a la primera planta i dos portes-dos balcons a la segona planta. Els arcs són lleugerament apuntats i a partir de la primera planta fins al terrat es desenvolupen tres pilastres corínties que divideixen simètricament la façana. Les baranes dels balcons són de ferro forjat. A la part baixa de la pilastra central hi ha un nínxol amb la imatge d'un sant i decoracions de garlandes. Al terrat, balustres i coronament de copes.

## Història
s.XIX.